# Temporada 1996-97 de los Vancouver Grizzlies
La temporada 1996-97 fue la segunda de los Vancouver Grizzlies en la NBA. La temporada regular acabó con 14 victorias y 68 derrotas, ocupando el decimoquinto puesto de la conferencia Este, no logrando clasificarse para los playoffs.

## Elecciones en elDraft
| Ronda | Puesto | Jugador             | Posición  | Nacionalidad   | Universidad      |
| ----- | ------ | ------------------- | --------- | -------------- | ---------------- |
| 1     | 3      | Shareef Abdur-Rahim | Alero     | Estados Unidos | California       |
| 1     | 22     | Roy Rogers          | Ala-Pívot | Estados Unidos | Alabama          |
| 2     | 51     | Chris Robinson      | Escolta   | Estados Unidos | Western Kentucky |

## Temporada regular
| División Medio Oeste     | División Medio Oeste | División Medio Oeste | División Medio Oeste | División Medio Oeste | División Medio Oeste | División Medio Oeste | División Medio Oeste | División Medio Oeste |
| Equipo                   | G                    | P                    | %                    | PD                   | Casa                 | Fuera                | Div                  |                      |
| ------------------------ | -------------------- | -------------------- | -------------------- | -------------------- | -------------------- | -------------------- | -------------------- | -------------------- |
| y-Utah Jazz              | 64                   | 18                   | .780                 | –                    | 38–3                 | 26–15                | 19–5                 |                      |
| x-Houston Rockets        | 57                   | 25                   | .695                 | 7                    | 30–11                | 27–14                | 19–5                 |                      |
| x-Minnesota Timberwolves | 40                   | 42                   | .488                 | 24                   | 25–16                | 15–26                | 16–8                 |                      |
| Dallas Mavericks         | 24                   | 58                   | .293                 | 40                   | 14–27                | 10–31                | 9–15                 |                      |
| Denver Nuggets           | 21                   | 61                   | .256                 | 43                   | 12–29                | 9–32                 | 7–17                 |                      |
| San Antonio Spurs        | 20                   | 62                   | .244                 | 44                   | 12–29                | 8–33                 | 8–16                 |                      |
| Vancouver Grizzlies      | 14                   | 68                   | .171                 | 50                   | 8–33                 | 6–35                 | 6–18                 |                      |

## Estadísticas

### Temporada regular
| Rk | Jugador             | Edad | Pos. | P  | PT | MP   | TC  | TCI  | %TC  | T3  | T3I | %T3   | TL  | TLI | %TL  | RO  | RD  | RT  | AS  | RB  | TAP | BP  | FP  | PTS  |
| -- | ------------------- | ---- | ---- | -- | -- | ---- | --- | ---- | ---- | --- | --- | ----- | --- | --- | ---- | --- | --- | --- | --- | --- | --- | --- | --- | ---- |
| 1  | Bryant Reeves       | 23   | C    | 75 | 75 | 37.0 | 6.6 | 13.7 | .486 | 0.0 | 0.1 | .091  | 2.9 | 4.1 | .704 | 2.3 | 5.8 | 8.1 | 2.1 | 0.4 | 0.9 | 2.3 | 3.6 | 16.2 |
| 2  | Shareef Abdur-Rahim | 20   | PF   | 80 | 71 | 35.0 | 6.9 | 15.2 | .453 | 0.1 | 0.3 | .259  | 4.8 | 6.5 | .746 | 2.7 | 4.2 | 6.9 | 2.2 | 1.0 | 1.0 | 2.8 | 2.5 | 18.7 |
| 3  | Anthony Peeler      | 27   | SG   | 72 | 57 | 31.8 | 5.6 | 14.0 | .398 | 1.8 | 4.8 | .373  | 1.5 | 1.8 | .820 | 0.8 | 2.7 | 3.4 | 3.6 | 1.5 | 0.2 | 2.2 | 2.3 | 14.5 |
| 4  | Greg Anthony        | 29   | PG   | 65 | 44 | 28.7 | 3.1 | 7.8  | .393 | 1.4 | 3.7 | .370  | 2.0 | 2.7 | .730 | 0.4 | 2.4 | 2.8 | 6.3 | 2.0 | 0.1 | 2.0 | 1.9 | 9.5  |
| 5  | George Lynch        | 26   | SF   | 41 | 27 | 25.8 | 3.3 | 7.1  | .471 | 0.2 | 0.8 | .258  | 1.5 | 2.4 | .619 | 2.4 | 4.0 | 6.4 | 1.9 | 1.5 | 0.4 | 1.6 | 2.4 | 8.3  |
| 6  | Lee Mayberry        | 26   | PG   | 80 | 38 | 24.4 | 1.9 | 4.6  | .403 | 1.0 | 2.8 | .376  | 0.4 | 0.6 | .630 | 0.4 | 1.3 | 1.7 | 4.1 | 0.8 | 0.1 | 1.1 | 2.0 | 5.1  |
| 7  | Blue Edwards        | 31   | SF   | 61 | 12 | 23.6 | 3.0 | 7.5  | .397 | 0.4 | 1.5 | .281  | 1.5 | 1.8 | .817 | 0.8 | 2.3 | 3.1 | 1.9 | 0.6 | 0.3 | 1.3 | 2.2 | 7.8  |
| 8  | Roy Rogers          | 23   | PF   | 82 | 50 | 22.5 | 3.0 | 5.9  | .505 | 0.0 | 0.0 | 1.000 | 0.7 | 1.1 | .574 | 1.7 | 3.0 | 4.7 | 0.6 | 0.3 | 2.0 | 1.0 | 2.6 | 6.6  |
| 9  | Lawrence Moten      | 24   | SG   | 67 | 18 | 18.1 | 2.6 | 6.6  | .388 | 0.6 | 2.1 | .291  | 1.0 | 1.5 | .646 | 0.6 | 1.1 | 1.8 | 1.9 | 0.7 | 0.4 | 1.2 | 1.2 | 6.7  |
| 10 | Aaron Williams      | 25   | PF   | 32 | 1  | 17.3 | 2.6 | 4.5  | .573 | 0.0 | 0.0 | .000  | 1.0 | 1.5 | .673 | 1.9 | 2.4 | 4.3 | 0.5 | 0.5 | 0.8 | 0.9 | 2.3 | 6.2  |
| 11 | Chris Robinson      | 22   | SG   | 41 | 6  | 16.6 | 1.7 | 4.4  | .379 | 0.8 | 2.2 | .382  | 0.4 | 0.6 | .615 | 0.6 | 1.2 | 1.7 | 1.6 | 0.7 | 0.2 | 0.8 | 2.1 | 4.6  |
| 12 | Pete Chilcutt       | 28   | PF   | 54 | 1  | 12.3 | 1.3 | 3.1  | .436 | 0.5 | 1.3 | .362  | 0.2 | 0.4 | .591 | 1.2 | 1.6 | 2.9 | 0.9 | 0.5 | 0.3 | 0.5 | 1.0 | 3.4  |
| 13 | Moochie Norris      | 23   | PG   | 8  | 0  | 11.1 | 0.5 | 2.8  | .182 | 0.3 | 1.3 | .200  | 0.3 | 0.6 | .400 | 0.4 | 1.1 | 1.5 | 2.9 | 0.5 | 0.0 | 0.6 | 0.6 | 1.5  |
| 14 | Eric Mobley         | 26   | C    | 28 | 8  | 11.0 | 1.0 | 2.3  | .444 | 0.0 | 0.0 |       | 0.6 | 1.1 | .533 | 1.1 | 1.0 | 2.1 | 0.5 | 0.2 | 0.4 | 1.0 | 1.6 | 2.6  |
| 15 | Rich Manning        | 26   | PF   | 16 | 1  | 8.0  | 1.1 | 3.0  | .375 | 0.1 | 0.2 | .667  | 0.4 | 0.5 | .750 | 0.5 | 0.9 | 1.4 | 0.1 | 0.2 | 0.1 | 0.3 | 1.1 | 2.8  |
| 16 | Eric Leckner        | 30   | C    | 19 | 1  | 6.1  | 0.7 | 1.6  | .467 | 0.0 | 0.0 |       | 0.3 | 0.6 | .500 | 0.3 | 1.6 | 1.8 | 0.2 | 0.2 | 0.1 | 0.5 | 1.7 | 1.8  |

## Galardones y récords
| Jugador             | Galardón                            |
| Shareef Abdur-Rahim | Mejor quinteto de rookies de la NBA |